# Alaşehir
Alaşehir nabo také Alašehir (turecká výslovnost: aˈɫaʃehiɾ) je město a centrum stejnojmenného okresu v provincii Manisa v Egejském regionu Turecka. Ve starověku a středověku bylo známo pod jménem Filadelfia (řecky Φιλαδέλφεια, tj. Bratská láska) Nachází se v povodí řeky Gediz v údolí Kuzuçay (ve starověku Cogamus) na úpatí hory Bozdag (ve starověku Tmolus).

## Dějiny
Město bylo založeno roku 189 př. n. l. pergamonským králem Eumenésem II. (197–160 př. n. l.), který je nazval z lásky ke svému bratru a nástupci Attalovi II. (159–138 př. n. l.) Filadelfia. Když král Attalos III. (170–133 př. n. l.), (syn Eumenése II.), postrádal nástupce, odkázal své království včetně Filadelfie svým římským spojencům, kteří je společně s Iónií spojili do provincie Asie. a zařadili do správního obvodu Sardy. V roce 17 n. l. bylo město těžce poničeno při zemětřesení a římský císař Tiberius jej zbavil povinnosti platit daně. Město také patřilo mezi sedm raně křesťanských církví, jak je uvedeno v novozákonní knize Zjevení (Zj 3,7).

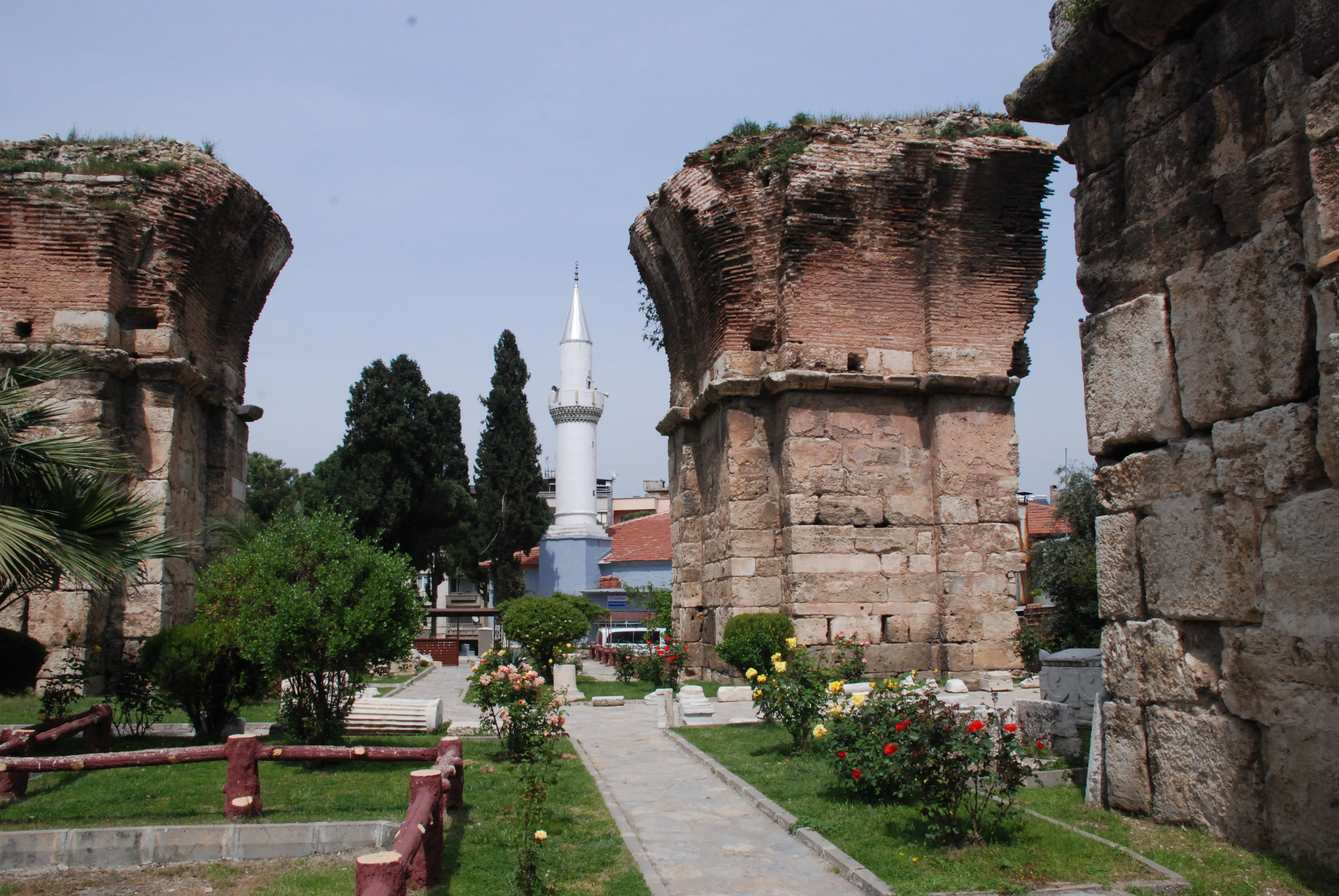
Zříceniny baziliky sv. Jana

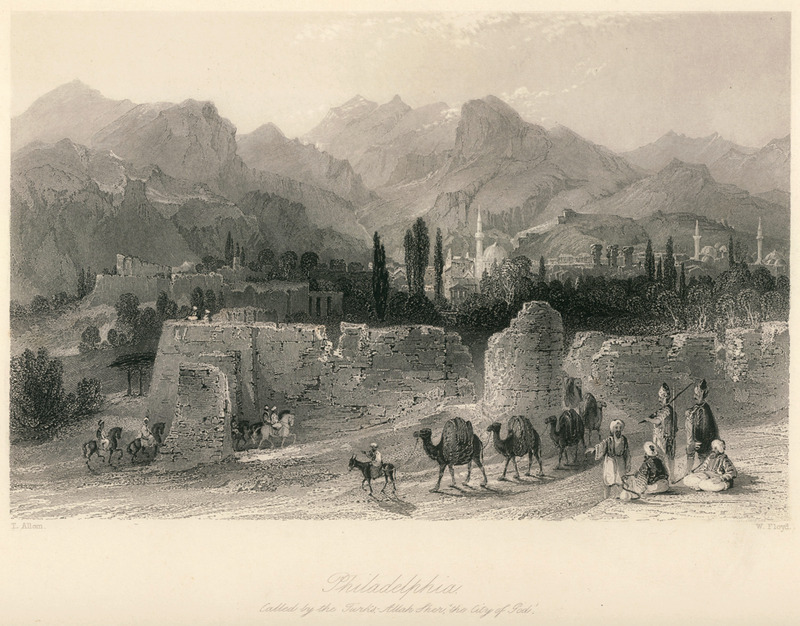
Alaşehir roku 1836

V období Byzantské říše byla Filadelfia prosperujícím městem a pro své slavnosti a chrámy byla označována za „malé Athény“. Kolem roku 600 byla v městě postavena bazilika svatého Jana, jejíž zbytky jsou hlavní archeologickou atrakcí moderního Alaşehiru. Šlo také o důležitou vojenskou základnou Byzance, a proto bylo město vystaveno mnoha útokům. V letech 1074 a 1093–1094 jej dokonce dobyli seldžučtí Turci, ale roku 1098, během první křížové výpravy, bylo připojeno zpět k Byzanci císařem Alexiem I.
Jako významné křesťanské centrum byla kolem roku 1190 tamější diecéze povýšena do hodnosti diecéze metropolitní a ve 14. století byla řeckým pravoslavným patriarchou v Konstantinopoli přeměněna na metropoli Lýdie.
Město prosperovalo zejména ve 13. a 14. století. Obchodovalo s Janovem a bylo významným producentem koženého zboží a červeně obarveného hedvábí. Bylo obklopeno tureckými emiráty, ale zachovalo si věrnost byzantskému císaři až do roku 1389, kdy bylo dobyto osmanským sultánem Bájezídem I. Ten změnil název města na Alaşehir, což znamená něco jako barevné (pestré, krásné) město, údajně podle toho, že domy ve městě byly barevné.
Během řecko-turecké války byl Alaşehir roku 1919 místem konání kongresu tureckého národního hnutí, který rozhodl o pokračování národního boje, dokud nebude řecká armáda vyhnána z Anatolie. Následně bylo město obsazeno řeckými vojsky a při jejich ústupu dosti poničeno požárem, o jehož zavinění ze strany Řeků nebo Turků nepanuje shoda. Po válce roku 1923 došlo k výměně obyvatelstva mezi Řeckem a Tureckem, přičemž řečtí uprchlíci z města se usadili v předměstí Athén, které pojmenovali Nea Filadelfeia (Νέα Φιλαδέλφεια).

## Ekonomika

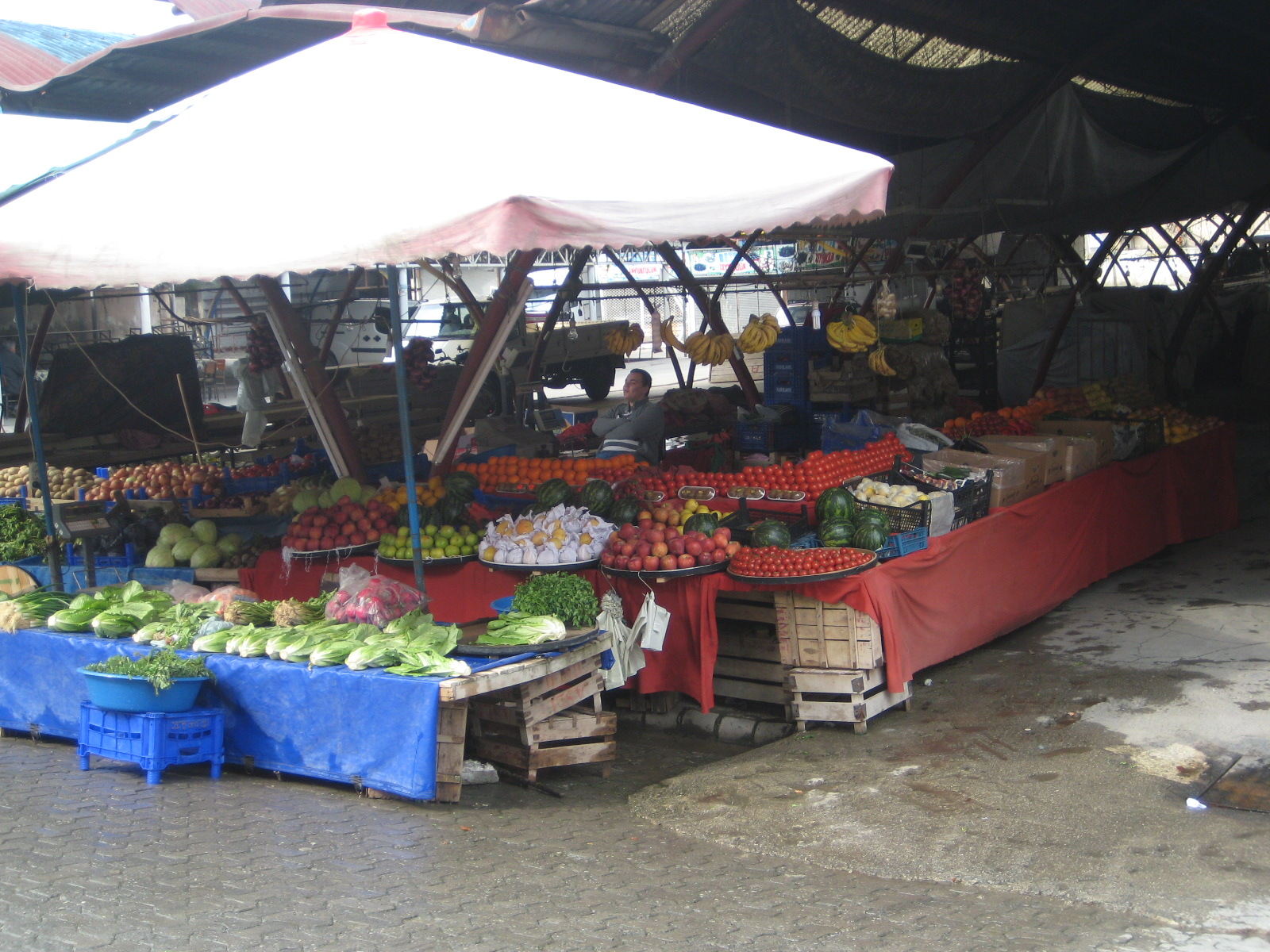
Ovocný trh v Alaşehiru

Ekonomika města je zcela založena na zemědělství a téměř polovinu zemědělských ploch tvoří vinice, na kterých se pěstují bezsemenné hrozny používané pro výrobu rozinek, což je také nejvýznamnější průmyslové odvětví v městě. Dále se pěstuje tabák, kaštany, ořechy, třešně, granátová jablka a jablka. V menší míře se chovají ovce a včely.
Důležitý je také turistický ruch. Město je známo svými horkýmí prameny a minerální vodou. Jeho okolí přitahuje pozornost loveckých nadšenců kvůli hojnosti zvěře. Velký význam má i několik rekreačních oblastí a řada historických památek (areál římského divadla, zříceniny baziliky svatého Jana, ruiny městských hradeb z byzantského období a mešity).

## Významní rodáci
- Johannes Laurentius Lydus (6. století), učený byzantský mnich a spisovatel
- Theodor Mangafas (1188–1205), byzantský šlechtic, vojenský důstojník a uchvatitel
- Kenan Evren (1917–2015), turecký generál a prezident.
- Onur Kıvrak (*1988), turecký fotbalový brankář a reprezentant.